# Abdurraszid Dostum
Abdurraszid Dostum (ur. 25 marca 1954) – afgański generał, z pochodzenia Uzbek. Przywódca wojskowy i polityczny licznej społeczności uzbeckiej w Afganistanie. Lider Islamskiego Narodowego Ruchu Afganistanu.
Dwukrotny Bohater Demokratycznej Republiki Afganistanu.

## Życiorys
Do czasu obalenia w 1992 roku postkomunistycznego rządu Mohammada Nadżibullaha zajmował w nim stanowisko ministra obrony. W czasie radzieckiej interwencji w Afganistanie w latach 80., a także w latach 90. w czasie wojny domowej (trwającej od 1978), przywódca jednego z najsilniejszych zbrojnych ugrupowań w rejonie miasta Szeberghan w prowincji Dżozdżan, położonej w północnym Afganistanie.
W armii afgańskiej począwszy od zamachu stanu w 1978 roku, także członek Parczamu, umiarkowanego skrzydła Ludowo-Demokratycznej Partii Afganistanu. Od 1 marca 2005 roku zajmował honorowe stanowisko szefa sztabu przy głównodowodzącym armią afgańską. Od 29 października 2014 sprawował urząd pierwszego wiceprezydenta przy prezydencie Aszrafie Ghanim.